# 達氏湖非鯽
達氏湖非鯽為輻鰭魚綱鱸形目隆頭魚亞目麗魚科的其中一種，分布於非洲坦干伊喀湖流域，為特有種，體長可達26公分，棲息在幼魚棲息在沙泥底質的淺水域、成魚棲息在岩石底質深水域，屬雜食性，以浮游生物、藻類等為食，可作為觀賞魚。